# 克莱芒塞
克莱芒塞（法語：Clémencey，法語發音：[klemɑ̃sɛ]）是法国科多尔省的一个旧市镇，属于第戎区。2019年，克莱芒塞与市镇克米尼-普瓦索合并为新市镇瓦尔福雷，克莱芒塞为新市镇行政中心。

## 地理
克莱芒塞（47°14'50"N, 4°52'56"E）面积10.72 平方千米，位于法国勃艮第-弗朗什-孔泰大區科多尔省，该省份为法国中东部省份，北起奥布省，西接涅夫勒省和约讷省，南至索恩-卢瓦尔省，东南接汝拉省，东临上索恩省，东北部与上马恩省接壤。
与克莱芒塞接壤的市镇（或旧市镇、城区）包括：乌什河畔弗勒雷、克米尼-普瓦索、于尔西、布罗雄、尚伯夫、库谢、菲桑、弗拉维涅罗。

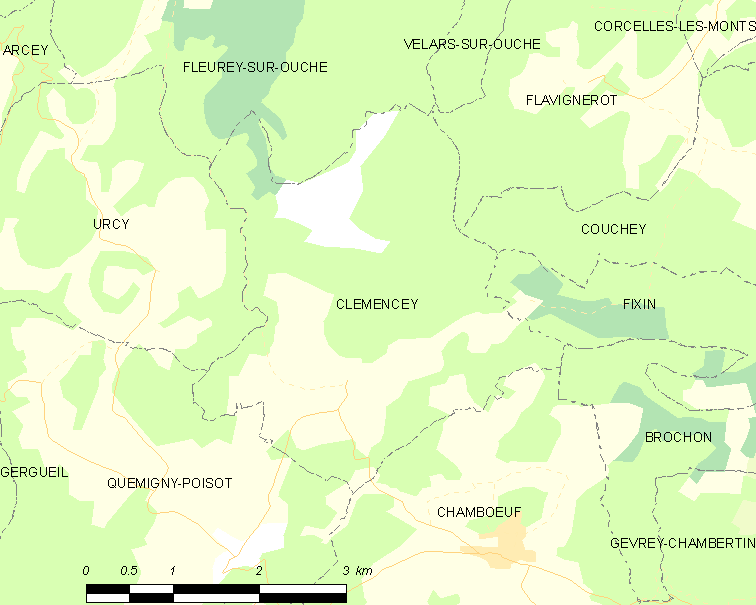
克莱芒塞的OSM定位图

克莱芒塞的时区为UTC+01:00、UTC+02:00（夏令时）。

## 行政
克莱芒塞的邮政编码为21220，INSEE市镇编码为21178。

## 政治
克莱芒塞所属的省级选区为隆维县。

## 人口

1962-2008年间克莱芒塞人口变化图示

克莱芒塞于2018年1月1日时的人口数量为121人。